# Selección de fútbol sub-23 de Micronesia
La Selección de fútbol sub-23 de Micronesia es el equipo representativo de los Estados Federados de Micronesia. Su organización está a cargo de la FSFMA, que no está afiliada ni a la OFC, ni a la FIFA o la NF-Board.
Disputó su primer partido en los Juegos del Pacífico 2015, los primeros en los cuales participaron selecciones sub-23 y no absolutas ya que sirvió también como clasificación a los Juegos Olímpicos de Río de Janeiro 2016. A pesar de que el equipo entrenó en conjunto durante un mes en Guam, el hecho de contar con un equipo de solo 18 jugadores, y no 23 como el resto de las selecciones, y de que el país no cuenta con una liga nacional propia, fueron factores determinantes en los resultados. Fue derrotado por Tahití por 30:0 y dos días después Fiyi le propinó un abultado 38:0, que hasta ese entonces era el mayor resultado entre selecciones sub-23. Pero la urgencia de Vanuatu de marcar más goles que su par fiyiano llevó a Micronesia a perder su último partido 46:0, rompiendo nuevamente el récord. Aun así, debido a la no afiliación del país a la FIFA, el marcador no quedó reconocido como una marca oficial. En todo el torneo, el elenco recibió en total 114 goles y no logró marcar ninguno.

## Estadísticas

### Fútbol en los Juegos del Pacífico
Solo incluye los torneos disputados por selecciones sub-23. Para participaciones previas de equipos representantes del país véase selección de fútbol de Micronesia.
| Fútbol en los Juegos del Pacífico | Fútbol en los Juegos del Pacífico | Fútbol en los Juegos del Pacífico | Fútbol en los Juegos del Pacífico | Fútbol en los Juegos del Pacífico | Fútbol en los Juegos del Pacífico | Fútbol en los Juegos del Pacífico | Fútbol en los Juegos del Pacífico |
| Año                               | Ronda                             | J                                 | G                                 | E                                 | P                                 | GF                                | GC                                |
| --------------------------------- | --------------------------------- | --------------------------------- | --------------------------------- | --------------------------------- | --------------------------------- | --------------------------------- | --------------------------------- |
| 2015                              | Primera Ronda                     | 3                                 | 0                                 | 0                                 | 3                                 | 0                                 | 114                               |
| Total                             | 1/1                               | 3                                 | 0                                 | 0                                 | 3                                 | 0                                 | 114                               |